# Hibiscus bicalyculatus
Hibiscus bicalyculatus är en malvaväxtart som beskrevs av Elmer Drew Merrill. Hibiscus bicalyculatus ingår i Hibiskussläktet som ingår i familjen malvaväxter. Inga underarter finns listade i Catalogue of Life.